# Farol do Calcanhar
Farol do Calcanhar (deutsch Fersen-Leuchtturm), auch bekannt als Leuchtturm von Touros und Olhos D’Agua ist ein aktiver Leuchtturm in Touros, Rio Grande do Norte, Brasilien. Mit einer Höhe von 62 m ist er der 21. höchste „traditionelle“ Leuchtturm der Welt sowie der höchste Leuchtturm in Brasilien.
Es ist der südamerikanische Leuchtturm, der Afrika am nächsten liegt (2.841 km bis Kabrousse im Südwesten Senegals).

## Lage und Funktion
Der Leuchtturm liegt am Strand der Ponta de Calcanhar in der Nähe von Touros, wo die brasilianische Küste einen rechten Winkel bildet, bekannt als „Esquina do Brasil“ (Ecke Brasiliens) oder „Esquina do Continente“ (Ecke des Kontinents). Es ist eine der nordöstlichsten Stellen Südamerikas. Es warnt Schiffe vor einem Korallenriff, das sich rund 7 Kilometer vor der Küste befindet. Eine Wendeltreppe mit 277 Stufen führt zu einer Aussichtsplattform. Eine 21-stufige Leiter führt zum Lichtraum.
Auf dem Gelände befinden sich auch mehrere einstöckige Leuchtturmwärterhäuser. Das Gelände ist geöffnet und der Turm ist täglich von 9 bis 11 Uhr besuchbar.